# Coleopuccinia kunmingensis
Coleopuccinia kunmingensis är en svampart som beskrevs av F.L. Tai 1948. Coleopuccinia kunmingensis ingår i släktet Coleopuccinia, ordningen Pucciniales, klassen Pucciniomycetes, divisionen basidiesvampar och riket svampar.   Inga underarter finns listade i Catalogue of Life.